# Fusion Drive
Fusion Drive è l'implementazione di Apple di un disco rigido ibrido.

## Storia
La tecnologia Fusion Drive viene introdotta per la prima volta durante il keynote di Apple del 23 ottobre 2012, nell'ambito delle presentazioni delle nuove generazioni di iMac e Mac mini.

## Caratteristiche
La tecnologia combina un hard disk meccanico e una memoria flash NAND (disco a stato solido) da originariamente 128 GB (poi da 24, 32 o 128 GB dipendendo dal modello di Mac) e le presenta come un unico volume logico con lo spazio di entrambe le unità combinate. Il sistema operativo gestisce automaticamente il contenuto del disco in modo che le applicazioni, i file, i documenti e altri dati più utilizzati vengano memorizzati sulla memoria flash veloce, mentre gli oggetti usati di rado rimangano sul disco rigido più capiente, gestendoli però a livello di blocco logico. Per esempio, se la libreria delle foto di un utente viene modificata solo le foto in lavorazione verranno spostate nella memoria flash per un accesso più veloce.
Nel software, questo accelera logiche di volume fino a prestazioni più veloci del computer eseguendo anche la cache, sia per una più veloce indicizzazione dei file, sia per una più rapida consultazione di questi, questo tipo di gestione non è emulabile da un utente umano, che vede il file della libreria di foto come un unico file pesante centinaia di GB.

## Configurazioni
Fusion Drive (cioè un disco SSD aggiuntivo e la configurazione già pronta) era stato inizialmente annunciato per essere disponibile, a un costo aggiuntivo, su iMac o Mac mini late 2012, che supportano OS X Mountain Lion o successivi, e sono state rese disponibili come opzione di archiviazione su macchine built-to-order (BTO), nelle seguenti configurazioni:
- 128 GB di memoria flash + 1 TB HDD - Mac mini (fine 2012) e iMac (fine 2012)[1][2]

- 128 GB di memoria flash + 3 TB HDD - iMac (fine 2012), solo modello 27"[1]

Il prezzo oscilla tra i 199,99 e i 350,01 euro, che vanno aggiunti al costo del computer.
È comunque possibile creare gratuitamente un Fusion Drive mediante dei comandi da Terminale anche in computer modificati con l'aggiunta di un SSD, purché possano usare Mountain Lion, indicativamente dai portatili dell'inizio 2008 in poi.
Configurazioni disponibili:
|                           | Release date | HDD storage | Flash storage |
| ------------------------- | ------------ | ----------- | ------------- |
| Mac Mini                  | Late 2012    | 1 TB        | 128 GB        |
| Mac Mini                  | Late 2014    | 1 TB        | 128 GB        |
| iMac (all models)         | Late 2012    | 1 TB        | 128 GB        |
| iMac (all models)         | Late 2013    | 1 TB        | 128 GB        |
| iMac (all models)         | 2014         | 1 TB        | 128 GB        |
| iMac (27-inch non-Retina) | Late 2012    | 3 TB        | 128 GB        |
| iMac (27-inch non-Retina) | Late 2013    | 3 TB        | 128 GB        |
| iMac (27-inch Retina)     | Late 2014    | 3 TB        | 128 GB        |
| iMac (27-inch Retina)     | Mid-2015     | 3 TB        | 128 GB        |
| iMac                      | Late 2015    | 1 TB        | 24 GB         |
| iMac                      | Late 2015    | 2 TB        | 128 GB        |
| iMac                      | Mid 2017     | 1 TB        | 32 GB         |
| iMac                      | Mid 2017     | 2 TB        | 128 GB        |
| iMac                      | Mid 2017     | 3 TB        | 128 GB        |
| iMac                      | Early 2019   | 1 TB        | 32 GB         |
| iMac                      | Early 2019   | 2 TB        | 128 GB        |
| iMac                      | Early 2019   | 3 TB        | 128 GB        |
|                           | Late 2020    | 1 TB        | 32 GB         |